# Parmotrema arteagum
Parmotrema arteagum är en lavart som beskrevs av Egan. Parmotrema arteagum ingår i släktet Parmotrema och familjen Parmeliaceae.   Inga underarter finns listade i Catalogue of Life.